# Tour d'Espagne 2000
Le Tour d'Espagne 2000 s'est déroulé du 26 août au 17 septembre. Il fut remporté par l'Espagnol Roberto Heras de la formation Kelme Costa-Blanca.

## Participation

### Equipes
| Groupes sportifs I (13)- Banesto - Deutsche Telekom - Farm Frites - Fassa Bortolo - Festina - Kelme-Costa Blanca - Lampre-Daikin - Liquigas-Pata - Mapei-Quick Step - ONCE-Deutsche Bank - Polti - Saeco-Valli & Valli - Vitalicio Seguros-Grupo Generali Groupes sportifs II (6)- Alessio - Cantina Tollo-Regain - Euskaltel-Euskadi - Jazztel-Costa de Almeria - Jean Delatour - Colchon Relax - Fuenlabrada Unknown team category- L.A. Aluminios-Pecol |
| |

## Étapes
| N°  | Date    | Villes étapes                  | km     | Vainqueur d'étape           | Leader du classement général |
| 1re | 26 août | Malaga - Malaga                | 12 CLM | Alex Zülle                  | Alex Zülle                   |
| 2e  | 27 août | Malaga - Cordoue               | 167.5  | Óscar Freire                | Alex Zülle                   |
| 3e  | 28 août | Montoro - Valdepeñas           | 198.4  | Jans Koerts                 | Alex Zülle                   |
| 4e  | 29 août | Valdepeñas - Albacete          | 159    | Óscar Freire                | Alex Zülle                   |
| 5e  | 30 août | Albacete - Xorret de Catí      | 152.3  | Eladio Jiménez              | Alex Zülle                   |
| 6e  | 31 août | Benidorm - Valence             | 155.5  | Paolo Bossoni               | Alex Zülle                   |
| 7e  | 1 sep   | Valence - Morella              | 175    | Roberto Heras               | Alex Zülle                   |
| 8e  | 2 sep   | Vinaròs - PortAventura         | 170    | Alessandro Petacchi         | Alex Zülle                   |
| 9e  | 3 sep   | Tarragone - Tarragone          | 38 CLM | Abraham Olano               | Abraham Olano                |
| 10e | 4 sep   | Sabadell - Ordino-Arcalis      | 175    | Félix Cárdenas              | Santos González              |
| 11e | 5 sep   | Alp - Andorre                  | 136.5  | Roberto Laiseka             | Ángel Casero                 |
| 12e | 7 sep   | Saragosse - Saragosse          | 132    | Alessandro Petacchi         | Ángel Casero                 |
| 13e | 9 sep   | Santander - Santander          | 143.3  | Mariano Piccoli             | Ángel Casero                 |
| 14e | 10 sep  | Santander - Lagos de Covadonga | 146.5  | Andrei Zintchenko           | Roberto Heras                |
| 15e | 11 sep  | Cangas de Onis - Gijón         | 164.2  | Álvaro González de Galdeano | Roberto Heras                |
| 16e | 12 sep  | Oviedo - Alto de l'Angliru     | 168    | Gilberto Simoni             | Roberto Heras                |
| 17e | 13 sep  | Benavente - Salamanque         | 155.5  | Davide Bramati              | Roberto Heras                |
| 18e | 14 sep  | Béjar - Ciudad Rodrigo         | 160    | Alexandre Vinokourov        | Roberto Heras                |
| 19e | 15 sep  | Salamanque - Ávila             | 130    | Mariano Piccoli             | Roberto Heras                |
| 20e | 16 sep  | Ávila - Alto de Abantos        | 125    | Roberto Heras               | Roberto Heras                |
| 21e | 17 sep  | Madrid - Madrid                | 38 CLM | Santos González             | Roberto Heras                |

## Classements

### Classement général
| \| Classement général \| Classement général \| Classement général \| Classement général \| Classement général \| \| Coureur \| Coureur \| Pays \| Équipe \| Temps \| \| ------------------ \| ---------------------- \| ------------------ \| -------------------------------- \| ------------------ \| \| 1er \| Roberto Heras \| Espagne \| Kelme-Costa Blanca \| 70 h 26 min 14 s \| \| 2e \| Ángel Casero \| Espagne \| Festina \| + 2 min 33 s \| \| 3e \| Pavel Tonkov \| Russie \| Mapei-Quick Step \| + 4 min 55 s \| \| 4e \| Santos González \| Espagne \| ONCE-Deutsche Bank \| + 5 min 52 s \| \| 5e \| Raimondas Rumšas \| Lituanie \| Fassa Bortolo \| + 7 min 36 s \| \| 6e \| Roberto Laiseka \| Espagne \| Euskaltel-Euskadi \| + 10 min 16 s \| \| 7e \| Fernando Escartín \| Espagne \| Kelme-Costa Blanca \| + 11 min 17 s \| \| 8e \| Carlos Sastre \| Espagne \| ONCE-Deutsche Bank \| + 12 min 16 s \| \| 9e \| Massimiliano Gentili \| Italie \| Cantina Tollo-Regain \| + 13 min 10 s \| \| 10e \| Haimar Zubeldia \| Espagne \| Euskaltel-Euskadi \| + 13 min 14 s \| \| 11e \| José Luis Rubiera \| Espagne \| Kelme-Costa Blanca \| + 13 min 16 s \| \| 12e \| Wladimir Belli \| Italie \| Fassa Bortolo \| + 13 min 44 s \| \| 13e \| Santiago Blanco \| Espagne \| Vitalicio Seguros-Grupo Generali \| + 15 min 41 s \| \| 14e \| Óscar Sevilla \| Espagne \| Kelme-Costa Blanca \| + 16 min 37 s \| \| 15e \| Txema del Olmo \| Espagne \| Euskaltel-Euskadi \| + 19 min 24 s \| \| 16e \| Richard Virenque \| France \| Polti \| + 20 min 28 s \| \| 17e \| Pascal Hervé \| France \| Polti \| + 23 min 43 s \| \| 18e \| Francisco Tomás García \| Espagne \| Vitalicio Seguros-Grupo Generali \| + 24 min 51 s \| \| 19e \| Abraham Olano \| Espagne \| ONCE-Deutsche Bank \| + 25 min 19 s \| \| 20e \| Gianni Faresin \| Italie \| Mapei-Quick Step \| + 25 min 36 s \| \| 21e \| Félix García Casas \| Espagne \| Festina \| + 26 min 25 s \| \| 22e \| Oscar Camenzind \| Suisse \| Lampre-Daikin \| + 29 min 01 s \| \| 23e \| Marco Magnani \| Italie \| Alessio \| + 30 min 03 s \| \| 24e \| Eladio Jiménez \| Espagne \| Banesto \| + 31 min 47 s \| \| 25e \| Fabian Jeker \| Suisse \| Festina \| + 39 min 32 s \| |                        |          |                                  |                  |
| |                        |          |                                  |                  |
| Source : ProCyclingStats |                        |          |                                  |                  |
| Classement général |                        |          |                                  |                  |
| Coureur | Coureur                | Pays     | Équipe                           | Temps            |
| 1er | Roberto Heras          | Espagne  | Kelme-Costa Blanca               | 70 h 26 min 14 s |
| 2e | Ángel Casero           | Espagne  | Festina                          | + 2 min 33 s     |
| 3e | Pavel Tonkov           | Russie   | Mapei-Quick Step                 | + 4 min 55 s     |
| 4e | Santos González        | Espagne  | ONCE-Deutsche Bank               | + 5 min 52 s     |
| 5e | Raimondas Rumšas       | Lituanie | Fassa Bortolo                    | + 7 min 36 s     |
| 6e | Roberto Laiseka        | Espagne  | Euskaltel-Euskadi                | + 10 min 16 s    |
| 7e | Fernando Escartín      | Espagne  | Kelme-Costa Blanca               | + 11 min 17 s    |
| 8e | Carlos Sastre          | Espagne  | ONCE-Deutsche Bank               | + 12 min 16 s    |
| 9e | Massimiliano Gentili   | Italie   | Cantina Tollo-Regain             | + 13 min 10 s    |
| 10e | Haimar Zubeldia        | Espagne  | Euskaltel-Euskadi                | + 13 min 14 s    |
| 11e | José Luis Rubiera      | Espagne  | Kelme-Costa Blanca               | + 13 min 16 s    |
| 12e | Wladimir Belli         | Italie   | Fassa Bortolo                    | + 13 min 44 s    |
| 13e | Santiago Blanco        | Espagne  | Vitalicio Seguros-Grupo Generali | + 15 min 41 s    |
| 14e | Óscar Sevilla          | Espagne  | Kelme-Costa Blanca               | + 16 min 37 s    |
| 15e | Txema del Olmo         | Espagne  | Euskaltel-Euskadi                | + 19 min 24 s    |
| 16e | Richard Virenque       | France   | Polti                            | + 20 min 28 s    |
| 17e | Pascal Hervé           | France   | Polti                            | + 23 min 43 s    |
| 18e | Francisco Tomás García | Espagne  | Vitalicio Seguros-Grupo Generali | + 24 min 51 s    |
| 19e | Abraham Olano          | Espagne  | ONCE-Deutsche Bank               | + 25 min 19 s    |
| 20e | Gianni Faresin         | Italie   | Mapei-Quick Step                 | + 25 min 36 s    |
| 21e | Félix García Casas     | Espagne  | Festina                          | + 26 min 25 s    |
| 22e | Oscar Camenzind        | Suisse   | Lampre-Daikin                    | + 29 min 01 s    |
| 23e | Marco Magnani          | Italie   | Alessio                          | + 30 min 03 s    |
| 24e | Eladio Jiménez         | Espagne  | Banesto                          | + 31 min 47 s    |
| 25e | Fabian Jeker           | Suisse   | Festina                          | + 39 min 32 s    |

### Classements annexes
| Classement par points | Classement par points | Classement par points | Classement par points | Classement par points |
| Coureur               | Coureur               | Pays                  | Équipe                | Points                |
| --------------------- | --------------------- | --------------------- | --------------------- | --------------------- |
| 1er                   | Roberto Heras         | Espagne               | Kelme-Costa Blanca    | 136 pts               |
| 2e                    | Giovanni Lombardi     | Italie                | Deutsche Telekom      | 123 pts               |
| 3e                    | Alessandro Petacchi   | Italie                | Fassa Bortolo         | 116 pts               |
| 4e                    | Ángel Casero          | Espagne               | Festina               | 95 pts                |
| 5e                    | Mariano Piccoli       | Italie                | Lampre-Daikin         | 92 pts                |
| 6e                    | Roberto Laiseka       | Espagne               | Euskaltel-Euskadi     | 91 pts                |
| 7e                    | Santos González       | Espagne               | ONCE-Deutsche Bank    | 87 pts                |
| 8e                    | Massimiliano Gentili  | Italie                | Cantina Tollo-Regain  | 80 pts                |
| 9e                    | Jon Odriozola         | Espagne               | Banesto               | 72 pts                |
| 10e                   | Abraham Olano         | Espagne               | ONCE-Deutsche Bank    | 70 pts                |

| Classement par points | Classement par points | Classement par points | Classement par points | Classement par points |
| Coureur               | Coureur               | Pays                  | Équipe                | Points                |
| --------------------- | --------------------- | --------------------- | --------------------- | --------------------- |
| 1er                   | Roberto Heras         | Espagne               | Kelme-Costa Blanca    | 136 pts               |
| 2e                    | Giovanni Lombardi     | Italie                | Deutsche Telekom      | 123 pts               |
| 3e                    | Alessandro Petacchi   | Italie                | Fassa Bortolo         | 116 pts               |
| 4e                    | Ángel Casero          | Espagne               | Festina               | 95 pts                |
| 5e                    | Mariano Piccoli       | Italie                | Lampre-Daikin         | 92 pts                |
| 6e                    | Roberto Laiseka       | Espagne               | Euskaltel-Euskadi     | 91 pts                |
| 7e                    | Santos González       | Espagne               | ONCE-Deutsche Bank    | 87 pts                |
| 8e                    | Massimiliano Gentili  | Italie                | Cantina Tollo-Regain  | 80 pts                |
| 9e                    | Jon Odriozola         | Espagne               | Banesto               | 72 pts                |
| 10e                   | Abraham Olano         | Espagne               | ONCE-Deutsche Bank    | 70 pts                |

| Classement de la montagne | Classement de la montagne | Classement de la montagne | Classement de la montagne | Classement de la montagne |
| Coureur                   | Coureur                   | Pays                      | Équipe                    | Points                    |
| ------------------------- | ------------------------- | ------------------------- | ------------------------- | ------------------------- |
| 1er                       | Carlos Sastre             | Espagne                   | ONCE-Deutsche Bank        | 102 pts                   |
| 2e                        | Roberto Heras             | Espagne                   | Kelme-Costa Blanca        | 94 pts                    |
| 3e                        | Roberto Laiseka           | Espagne                   | Euskaltel-Euskadi         | 83 pts                    |
| 4e                        | Félix Cárdenas            | Colombie                  | Kelme-Costa Blanca        | 72 pts                    |
| 5e                        | Gilberto Simoni           | Italie                    | Lampre-Daikin             | 64 pts                    |
| 6e                        | Gianni Faresin            | Italie                    | Mapei-Quick Step          | 45 pts                    |
| 7e                        | Jon Odriozola             | Espagne                   | Banesto                   | 41 pts                    |
| 8e                        | Eladio Jiménez            | Espagne                   | Banesto                   | 40 pts                    |
| 9e                        | Rafael Díaz Justo         | Espagne                   | ONCE-Deutsche Bank        | 37 pts                    |
| 10e                       | Patrice Halgand           | France                    | Jean Delatour             | 35 pts                    |

| Classement de la montagne | Classement de la montagne | Classement de la montagne | Classement de la montagne | Classement de la montagne |
| Coureur                   | Coureur                   | Pays                      | Équipe                    | Points                    |
| ------------------------- | ------------------------- | ------------------------- | ------------------------- | ------------------------- |
| 1er                       | Carlos Sastre             | Espagne                   | ONCE-Deutsche Bank        | 102 pts                   |
| 2e                        | Roberto Heras             | Espagne                   | Kelme-Costa Blanca        | 94 pts                    |
| 3e                        | Roberto Laiseka           | Espagne                   | Euskaltel-Euskadi         | 83 pts                    |
| 4e                        | Félix Cárdenas            | Colombie                  | Kelme-Costa Blanca        | 72 pts                    |
| 5e                        | Gilberto Simoni           | Italie                    | Lampre-Daikin             | 64 pts                    |
| 6e                        | Gianni Faresin            | Italie                    | Mapei-Quick Step          | 45 pts                    |
| 7e                        | Jon Odriozola             | Espagne                   | Banesto                   | 41 pts                    |
| 8e                        | Eladio Jiménez            | Espagne                   | Banesto                   | 40 pts                    |
| 9e                        | Rafael Díaz Justo         | Espagne                   | ONCE-Deutsche Bank        | 37 pts                    |
| 10e                       | Patrice Halgand           | France                    | Jean Delatour             | 35 pts                    |

| Classement par équipes | Classement par équipes           | Classement par équipes | Classement par équipes |
| Équipe                 | Équipe                           | Pays                   | Temps                  |
| ---------------------- | -------------------------------- | ---------------------- | ---------------------- |
| 1re                    | Kelme-Costa Blanca               | Espagne                | 211 h 31 min 16 s      |
| 2e                     | Vitalicio Seguros-Grupo Generali | Espagne                | + 6 min 56 s           |
| 3e                     | Euskaltel-Euskadi                | Espagne                | + 12 min 22 s          |
| 4e                     | ONCE-Deutsche Bank               | Espagne                | + 15 min 10 s          |
| 5e                     | Mapei-Quick Step                 | Belgique               | + 29 min 18 s          |
| 6e                     | Festina                          | France                 | + 39 min 41 s          |
| 7e                     | Fassa Bortolo                    | Italie                 | + 41 min 16 s          |
| 8e                     | Banesto                          | Espagne                | + 1 h 08 min 13 s      |
| 9e                     | Polti                            | Italie                 | + 1 h 31 min 34 s      |
| 10e                    | Lampre-Daikin                    | Italie                 | + 1 h 32 min 01 s      |

| Classement par équipes | Classement par équipes           | Classement par équipes | Classement par équipes |
| Équipe                 | Équipe                           | Pays                   | Temps                  |
| ---------------------- | -------------------------------- | ---------------------- | ---------------------- |
| 1re                    | Kelme-Costa Blanca               | Espagne                | 211 h 31 min 16 s      |
| 2e                     | Vitalicio Seguros-Grupo Generali | Espagne                | + 6 min 56 s           |
| 3e                     | Euskaltel-Euskadi                | Espagne                | + 12 min 22 s          |
| 4e                     | ONCE-Deutsche Bank               | Espagne                | + 15 min 10 s          |
| 5e                     | Mapei-Quick Step                 | Belgique               | + 29 min 18 s          |
| 6e                     | Festina                          | France                 | + 39 min 41 s          |
| 7e                     | Fassa Bortolo                    | Italie                 | + 41 min 16 s          |
| 8e                     | Banesto                          | Espagne                | + 1 h 08 min 13 s      |
| 9e                     | Polti                            | Italie                 | + 1 h 31 min 34 s      |
| 10e                    | Lampre-Daikin                    | Italie                 | + 1 h 32 min 01 s      |

| Classement des sprints | Classement des sprints | Classement des sprints | Classement des sprints      | Classement des sprints |
| Coureur                | Coureur                | Pays                   | Équipe                      | Points                 |
| ---------------------- | ---------------------- | ---------------------- | --------------------------- | ---------------------- |
| 1er                    | Gianni Faresin         | Italie                 | Mapei-Quick Step            | 40 pts                 |
| 2e                     | Davide Bramati         | Italie                 | Mapei-Quick Step            | 29 pts                 |
| 3e                     | Mariano Piccoli        | Italie                 | Lampre-Daikin               | 26 pts                 |
| 4e                     | Andrés Bermejo         | Espagne                | Colchon Relax - Fuenlabrada | 21 pts                 |
| 5e                     | Giovanni Lombardi      | Italie                 | Deutsche Telekom            | 20 pts                 |
| 6e                     | Eleuterio Anguita      | Espagne                | Jazztel-Costa de Almeria    | 20 pts                 |
| 7e                     | Fabio Roscioli         | Italie                 | Jazztel-Costa de Almeria    | 17 pts                 |
| 8e                     | Andrei Zintchenko      | Russie                 | L.A. Aluminios-Pecol        | 15 pts                 |
| 9e                     | Germán Nieto           | Espagne                | Colchon Relax - Fuenlabrada | 15 pts                 |
| 10e                    | Laurent Brochard       | France                 | Jean Delatour               | 11 pts                 |

| Classement des sprints | Classement des sprints | Classement des sprints | Classement des sprints      | Classement des sprints |
| Coureur                | Coureur                | Pays                   | Équipe                      | Points                 |
| ---------------------- | ---------------------- | ---------------------- | --------------------------- | ---------------------- |
| 1er                    | Gianni Faresin         | Italie                 | Mapei-Quick Step            | 40 pts                 |
| 2e                     | Davide Bramati         | Italie                 | Mapei-Quick Step            | 29 pts                 |
| 3e                     | Mariano Piccoli        | Italie                 | Lampre-Daikin               | 26 pts                 |
| 4e                     | Andrés Bermejo         | Espagne                | Colchon Relax - Fuenlabrada | 21 pts                 |
| 5e                     | Giovanni Lombardi      | Italie                 | Deutsche Telekom            | 20 pts                 |
| 6e                     | Eleuterio Anguita      | Espagne                | Jazztel-Costa de Almeria    | 20 pts                 |
| 7e                     | Fabio Roscioli         | Italie                 | Jazztel-Costa de Almeria    | 17 pts                 |
| 8e                     | Andrei Zintchenko      | Russie                 | L.A. Aluminios-Pecol        | 15 pts                 |
| 9e                     | Germán Nieto           | Espagne                | Colchon Relax - Fuenlabrada | 15 pts                 |
| 10e                    | Laurent Brochard       | France                 | Jean Delatour               | 11 pts                 |

### Évolution des classements
| Étape              | Vainqueur                   | Classement général | Classement par point | Classement des sprints | Classement de la montagne | Classement par équipes           |
| ------------------ | --------------------------- | ------------------ | -------------------- | ---------------------- | ------------------------- | -------------------------------- |
| 1                  | Alex Zülle                  | Alex Zülle         | Alex Zülle           | non-décerné            | Carlos Sastre             | Vitalicio Seguros-Grupo Generali |
| 2                  | Oscar Freire                | Alex Zülle         | Alex Zülle           | Andrés Bermejo         | Eladio Jimenez            | Vitalicio Seguros-Grupo Generali |
| 3                  | Jans Koerts                 | Alex Zülle         | Jans Koerts          | Andrés Bermejo         | Eladio Jimenez            | Vitalicio Seguros-Grupo Generali |
| 4                  | Oscar Freire                | Alex Zülle         | Oscar Freire         | Giancarlo Raimondi     | Eladio Jimenez            | Vitalicio Seguros-Grupo Generali |
| 5                  | Eladio Jimenez              | Alex Zülle         | Oscar Freire         | Giancarlo Raimondi     | Eladio Jimenez            | Kelme-Costa Blanca               |
| 6                  | Paolo Bossoni               | Alex Zülle         | Oscar Freire         | Giancarlo Raimondi     | Eladio Jimenez            | ONCE-Deutsche Bank               |
| 7                  | Roberto Heras               | Alex Zülle         | Oscar Freire         | Giancarlo Raimondi     | Eladio Jimenez            | ONCE-Deutsche Bank               |
| 8                  | Alessandro Petacchi         | Alex Zülle         | Giovanni Lombardi    | Giancarlo Raimondi     | Eladio Jimenez            | ONCE-Deutsche Bank               |
| 9                  | Abraham Olano               | Abraham Olano      | Giovanni Lombardi    | Giancarlo Raimondi     | Eladio Jimenez            | ONCE-Deutsche Bank               |
| 10                 | Felix Cardenas              | Santos Gonzalez    | Giovanni Lombardi    | Giancarlo Raimondi     | Felix Cardenas            | ONCE-Deutsche Bank               |
| 11                 | Roberto Laiseka             | Angel Casero       | Giovanni Lombardi    | Giancarlo Raimondi     | Carlos Sastre             | Vitalicio Seguros-Grupo Generali |
| 12                 | Alessandro Petacchi         | Angel Casero       | Giovanni Lombardi    | Giancarlo Raimondi     | Carlos Sastre             | Vitalicio Seguros-Grupo Generali |
| 13                 | Mariano Piccoli             | Angel Casero       | Giovanni Lombardi    | Gianni Faresin         | Carlos Sastre             | Vitalicio Seguros-Grupo Generali |
| 14                 | Andrei Zintchenko           | Roberto Heras      | Giovanni Lombardi    | Gianni Faresin         | Carlos Sastre             | Kelme-Costa Blanca               |
| 15                 | Álvaro González de Galdeano | Roberto Heras      | Giovanni Lombardi    | Gianni Faresin         | Carlos Sastre             | Vitalicio Seguros-Grupo Generali |
| 16                 | Gilberto Simoni             | Roberto Heras      | Giovanni Lombardi    | Gianni Faresin         | Carlos Sastre             | Vitalicio Seguros-Grupo Generali |
| 17                 | Davide Bramati              | Roberto Heras      | Giovanni Lombardi    | Gianni Faresin         | Carlos Sastre             | Vitalicio Seguros-Grupo Generali |
| 18                 | Alexandre Vinokourov        | Roberto Heras      | Giovanni Lombardi    | Gianni Faresin         | Carlos Sastre             | Vitalicio Seguros-Grupo Generali |
| 19                 | Mariano Piccoli             | Roberto Heras      | Giovanni Lombardi    | Gianni Faresin         | Carlos Sastre             | Vitalicio Seguros-Grupo Generali |
| 20                 | Roberto Heras               | Roberto Heras      | Roberto Heras        | Gianni Faresin         | Carlos Sastre             | Kelme-Costa Blanca               |
| 21                 | Santos Gonzalez             | Roberto Heras      | Roberto Heras        | Gianni Faresin         | Carlos Sastre             | Kelme-Costa Blanca               |
| Classements finals | Classements finals          | Roberto Heras      | Roberto Heras        | Gianni Faresin         | Carlos Sastre             | Kelme-Costa Blanca               |

## Liste des partants
| Deutsche Telekom TEL | Deutsche Telekom TEL       | Deutsche Telekom TEL |
| -------------------- | -------------------------- | -------------------- |
| Num                  | Coureur                    | Pos                  |
| 1                    | Jan Ullrich (GER)          | AB-12                |
| 2                    | Rolf Aldag (GER)           | 52e                  |
| 3                    | Danilo Hondo (GER)         | AB-6                 |
| 4                    | Kai Hundertmarck (GER)     | 61e                  |
| 5                    | Andreas Klöden (GER)       | AB-13                |
| 6                    | Giovanni Lombardi (ITA)    | 84e                  |
| 7                    | Ralf Grabsch (GER)         | 89e                  |
| 8                    | Matthias Kessler (GER)     | 102e                 |
| 9                    | Alexandre Vinokourov (KAZ) | 28e                  |

| Alessio ALS | Alessio ALS                | Alessio ALS |
| ----------- | -------------------------- | ----------- |
| Num         | Coureur                    | Pos         |
| 11          | Alessandro Bertolini (ITA) | 110e        |
| 12          | Stefano Casagranda (ITA)   | 116e        |
| 13          | Martin Hvastija (SLO)      | 114e        |
| 14          | Endrio Leoni (ITA)         | AB-9        |
| 15          | Marco Magnani (ITA)        | 23e         |
| 16          | Nicola Miceli (ITA)        | AB-19       |
| 17          | Carlo Finco (ITA)          | 81e         |
| 18          | Leonardo Guidi (ITA)       | 112e        |
| 19          | Alexandr Shefer (KAZ)      | 101e        |

| Banesto BAN | Banesto BAN                      | Banesto BAN |
| ----------- | -------------------------------- | ----------- |
| Num         | Coureur                          | Pos         |
| 21          | Alex Zülle (SUI)                 | 49e         |
| 22          | José María Jiménez (ESP)         | AB-7        |
| 23          | Tomasz Brożyna (POL)             | 53e         |
| 24          | José Vicente García Acosta (ESP) | 63e         |
| 25          | José Luis Arrieta (ESP)          | 103e        |
| 26          | Jon Odriozola (ESP)              | 26e         |
| 27          | Aitor Osa (ESP)                  | 51e         |
| 28          | Unai Osa (ESP)                   | 56e         |
| 29          | Eladio Jiménez (ESP)             | 24e         |

| Cantina Tollo-Regain CTA | Cantina Tollo-Regain CTA   | Cantina Tollo-Regain CTA |
| ------------------------ | -------------------------- | ------------------------ |
| Num                      | Coureur                    | Pos                      |
| 31                       | Danilo Di Luca (ITA)       | AB-11                    |
| 32                       | Paolo Bossoni (ITA)        | 88e                      |
| 33                       | Gabriele Colombo (ITA)     | AB-10                    |
| 34                       | Massimiliano Gentili (ITA) | 9e                       |
| 35                       | Federico Giabbecucci (ITA) | AB-10                    |
| 36                       | Rodolfo Massi (ITA)        | 34e                      |
| 37                       | Federico Colonna (ITA)     | 121e                     |
| 38                       | Roberto Sgambelluri (ITA)  | 37e                      |
| 39                       | Guido Trenti (ITA)         | 91e                      |

| Euskaltel-Euskadi EUS | Euskaltel-Euskadi EUS         | Euskaltel-Euskadi EUS |
| --------------------- | ----------------------------- | --------------------- |
| Num                   | Coureur                       | Pos                   |
| 41                    | Txema del Olmo (ESP)          | 15e                   |
| 42                    | Íñigo Chaurreau (ESP)         | AB-5                  |
| 43                    | Unai Etxebarria (VEN)         | AB-7                  |
| 44                    | Gorka Gerrikagoitia (ESP)     | 66e                   |
| 45                    | Ramón González Arrieta (ESP)  | AB-10                 |
| 46                    | Roberto Laiseka (ESP)         | 6e                    |
| 47                    | Alberto López de Munain (ESP) | 30e                   |
| 48                    | José Alberto Martínez (ESP)   | AB-5                  |
| 49                    | Haimar Zubeldia (ESP)         | 10e                   |

| Farm Frites FAR | Farm Frites FAR           | Farm Frites FAR |
| --------------- | ------------------------- | --------------- |
| Num             | Coureur                   | Pos             |
| 51              | Steven Kleynen (BEL)      | 54e             |
| 52              | Jans Koerts (NED)         | AB-10           |
| 53              | Glenn Magnusson (SWE)     | AB-15           |
| 54              | Guennadi Mikhailov (RUS)  | 39e             |
| 55              | Dirk Ronellenfitsch (GER) | 123e            |
| 56              | Miguel Van Kessel (NED)   | 60e             |
| 57              | Gerben Löwik (NED)        | 117e            |
| 58              | Geert Van Bondt (BEL)     | AB-9            |
| 59              | Remco van der Ven (NED)   | 100e            |

| Fassa Bortolo FAS | Fassa Bortolo FAS         | Fassa Bortolo FAS |
| ----------------- | ------------------------- | ----------------- |
| Num               | Coureur                   | Pos               |
| 61                | Wladimir Belli (ITA)      | 12e               |
| 62                | Fabio Baldato (ITA)       | 98e               |
| 63                | Gabriele Balducci (ITA)   |                   |
| 64                | Alessandro Petacchi (ITA) | 77e               |
| 65                | Volodymyr Gustov (UKR)    | 44e               |
| 66                | Nicola Loda (ITA)         | 97e               |
| 67                | Andrea Peron (ITA)        | 58e               |
| 68                | Raimondas Rumšas (LTU)    | 5e                |
| 69                | Paolo Tiralongo (ITA)     | 96e               |

| Festina FES | Festina FES              | Festina FES |
| ----------- | ------------------------ | ----------- |
| Num         | Coureur                  | Pos         |
| 71          | Florent Brard (FRA)      | AB-10       |
| 72          | Ángel Casero (ESP)       | 2e          |
| 73          | Rafael Casero (ESP)      | 119e        |
| 74          | David Clinger (USA)      | 71e         |
| 75          | Giuseppe Di Grande (ITA) | AB-10       |
| 76          | Félix García Casas (ESP) | 21e         |
| 77          | Jaime Hernández (ESP)    | 80e         |
| 78          | Fabian Jeker (SUI)       | 25e         |
| 79          | Rolf Huser (SUI)         | 64e         |

| Jazztel-Costa de Almeria JAZ | Jazztel-Costa de Almeria JAZ      | Jazztel-Costa de Almeria JAZ |
| ---------------------------- | --------------------------------- | ---------------------------- |
| Num                          | Coureur                           | Pos                          |
| 81                           | Eleuterio Anguita (ESP)           | 41e                          |
| 82                           | César Pérez Padrón (ESP)          | 106e                         |
| 83                           | Luis Diego Prior (ESP)            | 111e                         |
| 84                           | Ricardo Valdés (ESP)              | 79e                          |
| 85                           | Carlos Ramon Golbano García (ESP) | 86e                          |
| 86                           | Fabio Roscioli (ITA)              | 85e                          |
| 87                           | Ginés Salmerón (ESP)              | AB-4                         |
| 88                           | Pablo Soler (ESP)                 | 92e                          |
| 89                           | Mario Traversoni (ITA)            | AB-5                         |

| Jean Delatour DEL | Jean Delatour DEL        | Jean Delatour DEL |
| ----------------- | ------------------------ | ----------------- |
| Num               | Coureur                  | Pos               |
| 91                | Christophe Bassons (FRA) | AB-10             |
| 92                | Frédéric Bessy (FRA)     | AB-10             |
| 93                | Gilles Bouvard (FRA)     | AB-10             |
| 94                | Laurent Brochard (FRA)   | 32e               |
| 95                | Patrice Halgand (FRA)    | 48e               |
| 96                | Christophe Oriol (FRA)   | AB-15             |
| 97                | Eddy Seigneur (FRA)      | AB-7              |
| 98                | Cyril Dessel (FRA)       | 99e               |
| 99                | Bruno Thibout (FRA)      | AB-6              |

| Kelme-Costa Blanca KEL | Kelme-Costa Blanca KEL       | Kelme-Costa Blanca KEL |
| ---------------------- | ---------------------------- | ---------------------- |
| Num                    | Coureur                      | Pos                    |
| 101                    | Roberto Heras (ESP)          | 1er                    |
| 102                    | Fernando Escartín (ESP)      | 7e                     |
| 103                    | Santiago Botero (COL)        | 72e                    |
| 104                    | Francisco Cabello (ESP)      | 83e                    |
| 105                    | Félix Cárdenas (COL)         | 31e                    |
| 106                    | José Enrique Gutiérrez (ESP) | 36e                    |
| 107                    | José Luis Rubiera (ESP)      | 11e                    |
| 108                    | Óscar Sevilla (ESP)          | 14e                    |
| 109                    | José Ángel Vidal (ESP)       | 93e                    |

| Lampre-Daikin LAM | Lampre-Daikin LAM        | Lampre-Daikin LAM |
| ----------------- | ------------------------ | ----------------- |
| Num               | Coureur                  | Pos               |
| 111               | Oscar Camenzind (SUI)    | 22e               |
| 112               | Simone Bertoletti (ITA)  | 73e               |
| 113               | Massimo Codol (ITA)      | 40e               |
| 114               | Marco Della Vedova (ITA) | 46e               |
| 115               | Matteo Frutti (ITA)      | AB-8              |
| 116               | Juan Manuel Gárate (ESP) | 62e               |
| 117               | Mariano Piccoli (ITA)    | 50e               |
| 118               | Gilberto Simoni (ITA)    | 29e               |
| 119               | Ján Svorada (CZE)        | AB-15             |

| L.A. Aluminios-Pecol ___ | L.A. Aluminios-Pecol ___  | L.A. Aluminios-Pecol ___ |
| ------------------------ | ------------------------- | ------------------------ |
| Num                      | Coureur                   | Pos                      |
| 121                      | Andrei Zintchenko (RUS)   | 27e                      |
| 122                      | Bruno Castanheira (POR)   | AB-19                    |
| 123                      | Antonio de la Torre (ESP) | AB-11                    |
| 124                      | Pedro Lopes (POR)         | AB-9                     |
| 125                      | Fernando Mota (POR)       | 109e                     |
| 126                      | José Agostinho Rosa (POR) | 92e                      |
| 127                      | Saulius Šarkauskas (LTU)  | 69e                      |
| 128                      | Youri Sourkov (KAZ)       | 95e                      |
| 129                      | Rubén Oarbeaskoa (ESP)    | 105e                     |

| Liquigas-Pata ___ | Liquigas-Pata ___            | Liquigas-Pata ___ |
| ----------------- | ---------------------------- | ----------------- |
| Num               | Coureur                      | Pos               |
| 131               | Serhiy Honchar (UKR)         | 57e               |
| 132               | Daniele Contrini (ITA)       | AB-14             |
| 133               | Mirko Marini (ITA)           | AB-13             |
| 134               | Cristian Moreni (ITA)        | 65e               |
| 135               | Giancarlo Raimondi (ITA)     | AB-12             |
| 136               | Ellis Rastelli (ITA)         | AB-15             |
| 137               | Alessandro Spezialetti (ITA) | AB-6              |
| 138               | Andrei Teteriouk (KAZ)       | 43e               |
| 139               | Marco Zanotti (ITA)          | AB-17             |

| Mapei-Quick Step MAP | Mapei-Quick Step MAP   | Mapei-Quick Step MAP |
| -------------------- | ---------------------- | -------------------- |
| Num                  | Coureur                | Pos                  |
| 141                  | Pavel Tonkov (RUS)     | 3e                   |
| 142                  | Manuel Beltrán (ESP)   | AB-19                |
| 143                  | Davide Bramati (ITA)   | 82e                  |
| 144                  | Gianni Faresin (ITA)   | 20e                  |
| 145                  | Paolo Fornaciari (ITA) | 94e                  |
| 146                  | Óscar Freire (ESP)     | AB-7                 |
| 147                  | Paolo Lanfranchi (ITA) | 38e                  |
| 148                  | Andrea Tafi (ITA)      | 74e                  |
| 149                  | Dario Cioni (ITA)      | 90e                  |

| ONCE-Deutsche Bank ONC | ONCE-Deutsche Bank ONC   | ONCE-Deutsche Bank ONC |
| ---------------------- | ------------------------ | ---------------------- |
| Num                    | Coureur                  | Pos                    |
| 151                    | Abraham Olano (ESP)      | 19e                    |
| 152                    | Íñigo Cuesta (ESP)       | AB-10                  |
| 153                    | Rafael Díaz Justo (ESP)  | 33e                    |
| 154                    | David Etxebarria (ESP)   | AB-15                  |
| 155                    | Marcelino García (ESP)   | 70e                    |
| 156                    | Santos González (ESP)    | 4e                     |
| 157                    | Peter Luttenberger (AUT) | AB-10                  |
| 158                    | Carlos Sastre (ESP)      | 8e                     |
| 159                    | Mikel Zarrabeitia (ESP)  | AB-10                  |

| Polti PLT | Polti PLT               | Polti PLT |
| --------- | ----------------------- | --------- |
| Num       | Coureur                 | Pos       |
| 161       | Richard Virenque (FRA)  | 16e       |
| 162       | Michele Colleoni (ITA)  | 107e      |
| 163       | Daniel Clavero (ESP)    | 68e       |
| 164       | Mirko Crepaldi (ITA)    | AB-10     |
| 165       | Ivan Gotti (ITA)        | AB-7      |
| 166       | Pascal Hervé (FRA)      | 17e       |
| 167       | Oscar Pelliccioli (ITA) |           |
| 168       | Rafael Mateos (ESP)     | AB-14     |
| 169       | José Manuel Uría (ESP)  | 47e       |

| Colchon Relax - Fuenlabrada ___ | Colchon Relax - Fuenlabrada ___ | Colchon Relax - Fuenlabrada ___ |
| ------------------------------- | ------------------------------- | ------------------------------- |
| Num                             | Coureur                         | Pos                             |
| 171                             | Andrés Bermejo (ESP)            | 124e                            |
| 172                             | Nacor Burgos (ESP)              | 78e                             |
| 173                             | Juan Antonio Flecha (ESP)       | 113e                            |
| 174                             | César García (ESP)              | AB-6                            |
| 175                             | Eduardo Hernández Bailo (ESP)   | 118e                            |
| 176                             | Pedro Díaz Lobato (ESP)         | 76e                             |
| 177                             | Martín Garrido (ARG)            | 87e                             |
| 178                             | Germán Nieto (ESP)              | 120e                            |
| 179                             | José Manuel Vázquez (ESP)       | 115e                            |

| Saeco-Valli & Valli SAE | Saeco-Valli & Valli SAE   | Saeco-Valli & Valli SAE |
| ----------------------- | ------------------------- | ----------------------- |
| Num                     | Coureur                   | Pos                     |
| 181                     | Laurent Dufaux (SUI)      | AB-13                   |
| 182                     | Jörg Ludewig (GER)        | AB-18                   |
| 183                     | Giuseppe Calcaterra (ITA) | AB-9                    |
| 184                     | Mario Cipollini (ITA)     | AB-4                    |
| 185                     | Biagio Conte (ITA)        | 122e                    |
| 186                     | Alessio Galletti (ITA)    | AB-9                    |
| 187                     | Armin Meier (SUI)         | 104e                    |
| 188                     | Igor Pugaci (MDA)         | 42e                     |
| 189                     | Francesco Secchiari (ITA) | AB-9                    |

| Vitalicio Seguros-Grupo Generali VIT | Vitalicio Seguros-Grupo Generali VIT | Vitalicio Seguros-Grupo Generali VIT |
| ------------------------------------ | ------------------------------------ | ------------------------------------ |
| Num                                  | Coureur                              | Pos                                  |
| 191                                  | Igor González de Galdeano (ESP)      | AB-15                                |
| 192                                  | Santiago Blanco (ESP)                | 13e                                  |
| 193                                  | Francisco Cerezo (ESP)               | 55e                                  |
| 194                                  | Francisco Tomás García (ESP)         |                                      |
| 195                                  | Álvaro González de Galdeano (ESP)    | AB-20                                |
| 196                                  | Jan Hruška (CZE)                     | 75e                                  |
| 197                                  | Iván Parra (COL)                     | 59e                                  |
| 198                                  | Víctor Hugo Peña (COL)               | 45e                                  |
| 199                                  | Juan Carlos Vicario (ESP)            | 35e                                  |

| Deutsche Telekom TEL | Deutsche Telekom TEL       | Deutsche Telekom TEL |
| -------------------- | -------------------------- | -------------------- |
| Num                  | Coureur                    | Pos                  |
| 1                    | Jan Ullrich (GER)          | AB-12                |
| 2                    | Rolf Aldag (GER)           | 52e                  |
| 3                    | Danilo Hondo (GER)         | AB-6                 |
| 4                    | Kai Hundertmarck (GER)     | 61e                  |
| 5                    | Andreas Klöden (GER)       | AB-13                |
| 6                    | Giovanni Lombardi (ITA)    | 84e                  |
| 7                    | Ralf Grabsch (GER)         | 89e                  |
| 8                    | Matthias Kessler (GER)     | 102e                 |
| 9                    | Alexandre Vinokourov (KAZ) | 28e                  |

| Alessio ALS | Alessio ALS                | Alessio ALS |
| ----------- | -------------------------- | ----------- |
| Num         | Coureur                    | Pos         |
| 11          | Alessandro Bertolini (ITA) | 110e        |
| 12          | Stefano Casagranda (ITA)   | 116e        |
| 13          | Martin Hvastija (SLO)      | 114e        |
| 14          | Endrio Leoni (ITA)         | AB-9        |
| 15          | Marco Magnani (ITA)        | 23e         |
| 16          | Nicola Miceli (ITA)        | AB-19       |
| 17          | Carlo Finco (ITA)          | 81e         |
| 18          | Leonardo Guidi (ITA)       | 112e        |
| 19          | Alexandr Shefer (KAZ)      | 101e        |

| Banesto BAN | Banesto BAN                      | Banesto BAN |
| ----------- | -------------------------------- | ----------- |
| Num         | Coureur                          | Pos         |
| 21          | Alex Zülle (SUI)                 | 49e         |
| 22          | José María Jiménez (ESP)         | AB-7        |
| 23          | Tomasz Brożyna (POL)             | 53e         |
| 24          | José Vicente García Acosta (ESP) | 63e         |
| 25          | José Luis Arrieta (ESP)          | 103e        |
| 26          | Jon Odriozola (ESP)              | 26e         |
| 27          | Aitor Osa (ESP)                  | 51e         |
| 28          | Unai Osa (ESP)                   | 56e         |
| 29          | Eladio Jiménez (ESP)             | 24e         |

| Cantina Tollo-Regain CTA | Cantina Tollo-Regain CTA   | Cantina Tollo-Regain CTA |
| ------------------------ | -------------------------- | ------------------------ |
| Num                      | Coureur                    | Pos                      |
| 31                       | Danilo Di Luca (ITA)       | AB-11                    |
| 32                       | Paolo Bossoni (ITA)        | 88e                      |
| 33                       | Gabriele Colombo (ITA)     | AB-10                    |
| 34                       | Massimiliano Gentili (ITA) | 9e                       |
| 35                       | Federico Giabbecucci (ITA) | AB-10                    |
| 36                       | Rodolfo Massi (ITA)        | 34e                      |
| 37                       | Federico Colonna (ITA)     | 121e                     |
| 38                       | Roberto Sgambelluri (ITA)  | 37e                      |
| 39                       | Guido Trenti (ITA)         | 91e                      |

| Euskaltel-Euskadi EUS | Euskaltel-Euskadi EUS         | Euskaltel-Euskadi EUS |
| --------------------- | ----------------------------- | --------------------- |
| Num                   | Coureur                       | Pos                   |
| 41                    | Txema del Olmo (ESP)          | 15e                   |
| 42                    | Íñigo Chaurreau (ESP)         | AB-5                  |
| 43                    | Unai Etxebarria (VEN)         | AB-7                  |
| 44                    | Gorka Gerrikagoitia (ESP)     | 66e                   |
| 45                    | Ramón González Arrieta (ESP)  | AB-10                 |
| 46                    | Roberto Laiseka (ESP)         | 6e                    |
| 47                    | Alberto López de Munain (ESP) | 30e                   |
| 48                    | José Alberto Martínez (ESP)   | AB-5                  |
| 49                    | Haimar Zubeldia (ESP)         | 10e                   |

| Farm Frites FAR | Farm Frites FAR           | Farm Frites FAR |
| --------------- | ------------------------- | --------------- |
| Num             | Coureur                   | Pos             |
| 51              | Steven Kleynen (BEL)      | 54e             |
| 52              | Jans Koerts (NED)         | AB-10           |
| 53              | Glenn Magnusson (SWE)     | AB-15           |
| 54              | Guennadi Mikhailov (RUS)  | 39e             |
| 55              | Dirk Ronellenfitsch (GER) | 123e            |
| 56              | Miguel Van Kessel (NED)   | 60e             |
| 57              | Gerben Löwik (NED)        | 117e            |
| 58              | Geert Van Bondt (BEL)     | AB-9            |
| 59              | Remco van der Ven (NED)   | 100e            |

| Fassa Bortolo FAS | Fassa Bortolo FAS         | Fassa Bortolo FAS |
| ----------------- | ------------------------- | ----------------- |
| Num               | Coureur                   | Pos               |
| 61                | Wladimir Belli (ITA)      | 12e               |
| 62                | Fabio Baldato (ITA)       | 98e               |
| 63                | Gabriele Balducci (ITA)   |                   |
| 64                | Alessandro Petacchi (ITA) | 77e               |
| 65                | Volodymyr Gustov (UKR)    | 44e               |
| 66                | Nicola Loda (ITA)         | 97e               |
| 67                | Andrea Peron (ITA)        | 58e               |
| 68                | Raimondas Rumšas (LTU)    | 5e                |
| 69                | Paolo Tiralongo (ITA)     | 96e               |

| Festina FES | Festina FES              | Festina FES |
| ----------- | ------------------------ | ----------- |
| Num         | Coureur                  | Pos         |
| 71          | Florent Brard (FRA)      | AB-10       |
| 72          | Ángel Casero (ESP)       | 2e          |
| 73          | Rafael Casero (ESP)      | 119e        |
| 74          | David Clinger (USA)      | 71e         |
| 75          | Giuseppe Di Grande (ITA) | AB-10       |
| 76          | Félix García Casas (ESP) | 21e         |
| 77          | Jaime Hernández (ESP)    | 80e         |
| 78          | Fabian Jeker (SUI)       | 25e         |
| 79          | Rolf Huser (SUI)         | 64e         |

| Jazztel-Costa de Almeria JAZ | Jazztel-Costa de Almeria JAZ      | Jazztel-Costa de Almeria JAZ |
| ---------------------------- | --------------------------------- | ---------------------------- |
| Num                          | Coureur                           | Pos                          |
| 81                           | Eleuterio Anguita (ESP)           | 41e                          |
| 82                           | César Pérez Padrón (ESP)          | 106e                         |
| 83                           | Luis Diego Prior (ESP)            | 111e                         |
| 84                           | Ricardo Valdés (ESP)              | 79e                          |
| 85                           | Carlos Ramon Golbano García (ESP) | 86e                          |
| 86                           | Fabio Roscioli (ITA)              | 85e                          |
| 87                           | Ginés Salmerón (ESP)              | AB-4                         |
| 88                           | Pablo Soler (ESP)                 | 92e                          |
| 89                           | Mario Traversoni (ITA)            | AB-5                         |

| Jean Delatour DEL | Jean Delatour DEL        | Jean Delatour DEL |
| ----------------- | ------------------------ | ----------------- |
| Num               | Coureur                  | Pos               |
| 91                | Christophe Bassons (FRA) | AB-10             |
| 92                | Frédéric Bessy (FRA)     | AB-10             |
| 93                | Gilles Bouvard (FRA)     | AB-10             |
| 94                | Laurent Brochard (FRA)   | 32e               |
| 95                | Patrice Halgand (FRA)    | 48e               |
| 96                | Christophe Oriol (FRA)   | AB-15             |
| 97                | Eddy Seigneur (FRA)      | AB-7              |
| 98                | Cyril Dessel (FRA)       | 99e               |
| 99                | Bruno Thibout (FRA)      | AB-6              |

| Kelme-Costa Blanca KEL | Kelme-Costa Blanca KEL       | Kelme-Costa Blanca KEL |
| ---------------------- | ---------------------------- | ---------------------- |
| Num                    | Coureur                      | Pos                    |
| 101                    | Roberto Heras (ESP)          | 1er                    |
| 102                    | Fernando Escartín (ESP)      | 7e                     |
| 103                    | Santiago Botero (COL)        | 72e                    |
| 104                    | Francisco Cabello (ESP)      | 83e                    |
| 105                    | Félix Cárdenas (COL)         | 31e                    |
| 106                    | José Enrique Gutiérrez (ESP) | 36e                    |
| 107                    | José Luis Rubiera (ESP)      | 11e                    |
| 108                    | Óscar Sevilla (ESP)          | 14e                    |
| 109                    | José Ángel Vidal (ESP)       | 93e                    |

| Lampre-Daikin LAM | Lampre-Daikin LAM        | Lampre-Daikin LAM |
| ----------------- | ------------------------ | ----------------- |
| Num               | Coureur                  | Pos               |
| 111               | Oscar Camenzind (SUI)    | 22e               |
| 112               | Simone Bertoletti (ITA)  | 73e               |
| 113               | Massimo Codol (ITA)      | 40e               |
| 114               | Marco Della Vedova (ITA) | 46e               |
| 115               | Matteo Frutti (ITA)      | AB-8              |
| 116               | Juan Manuel Gárate (ESP) | 62e               |
| 117               | Mariano Piccoli (ITA)    | 50e               |
| 118               | Gilberto Simoni (ITA)    | 29e               |
| 119               | Ján Svorada (CZE)        | AB-15             |

| L.A. Aluminios-Pecol ___ | L.A. Aluminios-Pecol ___  | L.A. Aluminios-Pecol ___ |
| ------------------------ | ------------------------- | ------------------------ |
| Num                      | Coureur                   | Pos                      |
| 121                      | Andrei Zintchenko (RUS)   | 27e                      |
| 122                      | Bruno Castanheira (POR)   | AB-19                    |
| 123                      | Antonio de la Torre (ESP) | AB-11                    |
| 124                      | Pedro Lopes (POR)         | AB-9                     |
| 125                      | Fernando Mota (POR)       | 109e                     |
| 126                      | José Agostinho Rosa (POR) | 92e                      |
| 127                      | Saulius Šarkauskas (LTU)  | 69e                      |
| 128                      | Youri Sourkov (KAZ)       | 95e                      |
| 129                      | Rubén Oarbeaskoa (ESP)    | 105e                     |

| Liquigas-Pata ___ | Liquigas-Pata ___            | Liquigas-Pata ___ |
| ----------------- | ---------------------------- | ----------------- |
| Num               | Coureur                      | Pos               |
| 131               | Serhiy Honchar (UKR)         | 57e               |
| 132               | Daniele Contrini (ITA)       | AB-14             |
| 133               | Mirko Marini (ITA)           | AB-13             |
| 134               | Cristian Moreni (ITA)        | 65e               |
| 135               | Giancarlo Raimondi (ITA)     | AB-12             |
| 136               | Ellis Rastelli (ITA)         | AB-15             |
| 137               | Alessandro Spezialetti (ITA) | AB-6              |
| 138               | Andrei Teteriouk (KAZ)       | 43e               |
| 139               | Marco Zanotti (ITA)          | AB-17             |

| Mapei-Quick Step MAP | Mapei-Quick Step MAP   | Mapei-Quick Step MAP |
| -------------------- | ---------------------- | -------------------- |
| Num                  | Coureur                | Pos                  |
| 141                  | Pavel Tonkov (RUS)     | 3e                   |
| 142                  | Manuel Beltrán (ESP)   | AB-19                |
| 143                  | Davide Bramati (ITA)   | 82e                  |
| 144                  | Gianni Faresin (ITA)   | 20e                  |
| 145                  | Paolo Fornaciari (ITA) | 94e                  |
| 146                  | Óscar Freire (ESP)     | AB-7                 |
| 147                  | Paolo Lanfranchi (ITA) | 38e                  |
| 148                  | Andrea Tafi (ITA)      | 74e                  |
| 149                  | Dario Cioni (ITA)      | 90e                  |

| ONCE-Deutsche Bank ONC | ONCE-Deutsche Bank ONC   | ONCE-Deutsche Bank ONC |
| ---------------------- | ------------------------ | ---------------------- |
| Num                    | Coureur                  | Pos                    |
| 151                    | Abraham Olano (ESP)      | 19e                    |
| 152                    | Íñigo Cuesta (ESP)       | AB-10                  |
| 153                    | Rafael Díaz Justo (ESP)  | 33e                    |
| 154                    | David Etxebarria (ESP)   | AB-15                  |
| 155                    | Marcelino García (ESP)   | 70e                    |
| 156                    | Santos González (ESP)    | 4e                     |
| 157                    | Peter Luttenberger (AUT) | AB-10                  |
| 158                    | Carlos Sastre (ESP)      | 8e                     |
| 159                    | Mikel Zarrabeitia (ESP)  | AB-10                  |

| Polti PLT | Polti PLT               | Polti PLT |
| --------- | ----------------------- | --------- |
| Num       | Coureur                 | Pos       |
| 161       | Richard Virenque (FRA)  | 16e       |
| 162       | Michele Colleoni (ITA)  | 107e      |
| 163       | Daniel Clavero (ESP)    | 68e       |
| 164       | Mirko Crepaldi (ITA)    | AB-10     |
| 165       | Ivan Gotti (ITA)        | AB-7      |
| 166       | Pascal Hervé (FRA)      | 17e       |
| 167       | Oscar Pelliccioli (ITA) |           |
| 168       | Rafael Mateos (ESP)     | AB-14     |
| 169       | José Manuel Uría (ESP)  | 47e       |

| Colchon Relax - Fuenlabrada ___ | Colchon Relax - Fuenlabrada ___ | Colchon Relax - Fuenlabrada ___ |
| ------------------------------- | ------------------------------- | ------------------------------- |
| Num                             | Coureur                         | Pos                             |
| 171                             | Andrés Bermejo (ESP)            | 124e                            |
| 172                             | Nacor Burgos (ESP)              | 78e                             |
| 173                             | Juan Antonio Flecha (ESP)       | 113e                            |
| 174                             | César García (ESP)              | AB-6                            |
| 175                             | Eduardo Hernández Bailo (ESP)   | 118e                            |
| 176                             | Pedro Díaz Lobato (ESP)         | 76e                             |
| 177                             | Martín Garrido (ARG)            | 87e                             |
| 178                             | Germán Nieto (ESP)              | 120e                            |
| 179                             | José Manuel Vázquez (ESP)       | 115e                            |

| Saeco-Valli & Valli SAE | Saeco-Valli & Valli SAE   | Saeco-Valli & Valli SAE |
| ----------------------- | ------------------------- | ----------------------- |
| Num                     | Coureur                   | Pos                     |
| 181                     | Laurent Dufaux (SUI)      | AB-13                   |
| 182                     | Jörg Ludewig (GER)        | AB-18                   |
| 183                     | Giuseppe Calcaterra (ITA) | AB-9                    |
| 184                     | Mario Cipollini (ITA)     | AB-4                    |
| 185                     | Biagio Conte (ITA)        | 122e                    |
| 186                     | Alessio Galletti (ITA)    | AB-9                    |
| 187                     | Armin Meier (SUI)         | 104e                    |
| 188                     | Igor Pugaci (MDA)         | 42e                     |
| 189                     | Francesco Secchiari (ITA) | AB-9                    |

| Vitalicio Seguros-Grupo Generali VIT | Vitalicio Seguros-Grupo Generali VIT | Vitalicio Seguros-Grupo Generali VIT |
| ------------------------------------ | ------------------------------------ | ------------------------------------ |
| Num                                  | Coureur                              | Pos                                  |
| 191                                  | Igor González de Galdeano (ESP)      | AB-15                                |
| 192                                  | Santiago Blanco (ESP)                | 13e                                  |
| 193                                  | Francisco Cerezo (ESP)               | 55e                                  |
| 194                                  | Francisco Tomás García (ESP)         |                                      |
| 195                                  | Álvaro González de Galdeano (ESP)    | AB-20                                |
| 196                                  | Jan Hruška (CZE)                     | 75e                                  |
| 197                                  | Iván Parra (COL)                     | 59e                                  |
| 198                                  | Víctor Hugo Peña (COL)               | 45e                                  |
| 199                                  | Juan Carlos Vicario (ESP)            | 35e                                  |